# Tigerstedt
Tigerstedt är en svensk adelsätt som tidigare hette Falander, och som har gemensamt ursprung som ätten Wasastjerna. Ätten är inskriven i matrikeln i Finlands riddarhus i Helsingfors.

## Historik
Stamfader för ätten är bergsmannen Mattias Andersson i Falun som levde under slutet av 1500-talet. Sannolikt var han far till Erik Falander som var kyrkoherde i Österbotten. Den senare var gift med Magdalena Hermannen, och fick två söner, varav en var stamfader för ätten Wasastjerna.
Den andre sonen, Erik Falander (1640–1697), var professor vid Åbo akademi och häradshövding. Han var gift med Christina Wallenstierna, dotter till Olof Wallenstierna och Beata Pedersdotter. Erik Falander adlades 1691 och upptog namnet Tigerstedt, och två år senare introducerades ätten på nummer 1227. Ätten fortlevde med sönerna assessorn Erik och kapten Isaac.
Från Eric Tigerstedts gren härstammar Axel Reinhold Tigerstedt, som var riddare av ryska Sankta Anna ordens andra klass och bar en guldhalvsabel med påskriften "För tapperhet", och hans bror Gustaf Alexander Tigerstedt som var stabsryttmästare hos prins Peter av Oldenburg och var riddare av samma ryska orden som sin bror samt av rysk-polska Sankt Stanislausorden.
Isaac Tigerstedts son Georg Fredrik Tigerstedt halshöggs 1790 för att han burit avog sköld mot fädernelandet. Dennes son i andra äktenskapet med Brita Sofia Aminoff vars mor var en Tawast, Georgi Fredric Tigerstedt upptogs med namnet Tigerstedt på Finlands riddarhus. Denne hade guldmedaljen för tapperhet i fält, och var riddare av flera ryska ordnar. Han var gift med Carolina Sofia Donner. En ättling till denne, Gustaf Otto Tigerstedt upptogs på namnet och numret i Finland under början av 1800-talet. Den finländska grenen av adelsätten fortlever.
En annan ättling till Georgi Fredric Tigerstedt, Fredric Mauritz Johan Tigerstedt, tog tjänst hos ärkehertig Albrecht av Österrike och dekorerades för ungerska fälttåget 1849.
Två grenar av grenarna som flyttat till Finland återupptogs på svenska riddarhuset 1948 och 1954. Släkten är dock framför allt bosatt i Finland och Ryssland.

## Personer ur ätten
- Edvard Tigerstedt
- Eric Tigerstedt
- Erik Tigerstedt
- E.N. Tigerstedt
- Robert Tigerstedt
- Carl Tigerstedt
- Carl Magnus Tigerstedt
- Georg Fredrik Tigerstedt
- Gregori Fredrik Tigerstedt
- Karl Tigerstedt
- Robert Tigerstedt
- Örnulf Tigerstedt